# خوتمیژسک
خوتمیژسک (انگلیسی: Khotmyzhsk) یک شهرک در بخش بوریسوفسکی استان بلگورود کشور روسیه است.